# Kosnowiec
Kosnowiec (prononciation : [kɔsˈnɔvjɛt͡s]) est un village polonais de la gmina de Fajsławice dans le powiat de Krasnystaw de la voïvodie de Lublin dans l'est de la Pologne.
Il se situe à environ 3 kilomètres au sud-ouest de Fajsławice (siège de la gmina), 20 kilomètres au nord-ouest de Krasnystaw (siège du powiat) et 31 kilomètres au sud-est de Lublin (capitale de la voïvodie).

## Histoire
De 1975 à 1998, le village est attaché administrativement à l'ancienne Voïvodie de Lublin.

Depuis 1999, il fait partie de la nouvelle voïvodie de Lublin.